# 호르헤 풀리도
호르헤 풀리도 마요랄(Jorge Pulido Mayoral, 1991년 4월 8일, 톨레도 주)은 스페인의 축구 선수로, 현재 스페인 세군다 디비시온의 SD 우에스카에서 중앙 수비수로 활약하고 있다.

## 선수 경력
10세부터 아틀레티코 마드리드 유스팀에서 성장하여 2009년에 B팀 소속으로 프로에 데뷔하였다. 그 후 2011년 5월, 1군무대에 처음 데뷔하였다.

## 수상
스페인
- UEFA U-17 축구 선수권 대회: 2008